# Множинний підпис
Множинний (колективний) підпис (англ. Aggregate signature) — схема (протокол) реалізації електронного підпису (ЕЦП), що дозволяє декільком користувачам підписувати єдиний документ.
Колективний підпис надає можливість одночасного підписання електронного документа, оскільки формується в результаті єдиного неподільного перетворення і не може бути розділена на індивідуальні підпису; крім цього, її можна розширити, тобто вбудувати в неї додаткову підпис ще одного або декількох осіб.

## Введення
Термін «колективний підпис» співзвучний з терміном «груповий підпис», однак ці поняття різні. У протоколі групової ЕЦП вирішується завдання забезпечення можливості будь-якому користувачеві з деякої групи сформувати підпис від імені всієї групи. У протоколі групової ЕЦП також регламентується наявність конкретних осіб, які можуть визначати список людей, які сформували підпис (тим самим останні мають гіпотетичну можливість підписатися за будь-якого з членів групи). У разі колективної роботи з електронними документами необхідно мати можливість їх підписи багатьма користувачами. Варіант схеми з генерацією набору індивідуальних користувачів ЕЦП, що підписують один електронний документ, володіє кількома вираженими недоліками — лінійним збільшенням розміру колективної ЕЦП (КЭЦП) із збільшенням числа підписантів, а також необхідністю додаткових перевірок цілісності і повноти колективної цифрового підпису для виключення можливості підміни кількості та поіменного складу учасників, що підписали документ.

## Концепція колективного відкритого ключа
На основі відкритих ключів учасників виробляється колективний відкритий ключ, що дозволяє виробити і перевірити справжність колективної електронного цифрового підпису. На колективний відкритий ключ накладається ряд обмежень за розміром, цілісності, незалежності від користувачів, одночасності генерації колективного відкритого ключа і нерозривності. Іншими словами — з КЕЦП не можна обчислити валідність КЕЦП для будь-якого іншого набору учасників з безлічі поточних, КЕЦП не прив'язана до складу учасників — будь-які користувачі можуть об'єднуватися в групи і виробити свою КЕЦП. Колективний відкритий ключ — функція відкритих ключів користувачів — є базисом, на якому будується весь протокол колективної підпису.
КЕЦП виробляється у відповідності з перерахованими вимогами за допомогою алгоритмів, стабільність яких забезпечується за рахунок наступних обчислювально-важких завдань: дискретне логарифмування в мультиплікативної групи великої простого порядку, витяг коренів великий простий ступеня за великим простому модулю, дискретне логарифмування в групі точок еліптичної кривої спеціального виду..

## Реалізація протоколів на основі стандартів ЕЦП

### Стандарт ЕЦП — ГОСТ Р 34.10−94
Згідно стандарту ГОСТ Р 34.10−94 накладаються обмеження на просте число p в двійковоиму представленні яке використовується: {\displaystyle 510\leq |p|\leq 512} біт або {\displaystyle 1022\leq |p|\leq 1024} біт. Число {\displaystyle (p-1)}{\displaystyle q} такий, що {\displaystyle 2^{255}\leq q\leq 2^{256}} для {\displaystyle 510\leq |p|\leq 512} або {\displaystyle 2^{511}\leq q\leq 2^{512}} для {\displaystyle 1022\leq |p|\leq 1024}. Для генерації і перевірки ЕЦП використовують число {\displaystyle \alpha \neq 1}, таке що {\displaystyle \alpha ^{q}{\bmod {p}}=1}, де {\displaystyle \alpha } — генератор підгрупи досить великого простого порядку {\displaystyle q}.

#### Алгоритм обчислення ЕЦП
```
1. Генерується випадкове число 

  

    

      

        
k

        
,

        
1

        
<

        
k

        
<

        
q

      

    

    
{\displaystyle k,1<k<q}

  

. 
2. Обчислюється значення 

  

    

      

        
R

        
=

        
(

        

          
α

          

            
k

          

        

        

          
mod

          

            
p

          

        

        
)

        

          
mod

          

            
q

          

        

      

    

    
{\displaystyle R=(\alpha ^{k}{\bmod {p}}){\bmod {q}}}

  

 що є першою частиною підпису. 
3. По ГОСТ Р 34.11–94 обчислюється хеш-функція 

  

    

      

        
H

      

    

    
{\displaystyle H}

  

  від підписуваного повідомлення. 
4. Обчислюється друга частина підпису: 

  

    

      

        
S

        
=

        
k

        
H

        
+

        
z

        
R

        

          
mod

          

            
q

          

        

      

    

    
{\displaystyle S=kH+zR{\bmod {q}}}

  

, де 

  

    

      

        
z

      

    

    
{\displaystyle z}

  

 — секретний ключ. Якщо 
 

  

    

      

        
S

        
=

        
0

      

    

    
{\displaystyle S=0}

  

, процедура генерації підпису повторюється.
```

#### Алгоритм перевірки достовірності ЕЦП
```
1. Повіряється виконання умов 

  

    

      

        
r

        
<

        
q

      

    

    
{\displaystyle r<q}

  

 і  

  

    

      

        
s

        
<

        
q

      

    

    
{\displaystyle s<q}

  

. Якщо умови не виконуються, то підпис не є дійсним. 
2. Обчислюється значення 

  

    

      

        

          
R

          
′

        

        
=

        
(

        

          
α

          

            
S

            

              
/

            

            
H

          

        

        

          
y

          

            
−

            
R

            

              
/

            

            
H

          

        

        

          
mod

          

            
p

          

        

        
)

        

          
mod

          

            
q

          

        

      

    

    
{\displaystyle R'=(\alpha ^{S/H}y^{-R/H}{\bmod {p}}){\bmod {q}}}

  

,де 

  

    

      

        
y

      

    

    
{\displaystyle y}

  

 — відкритий ключ користувача, формування перевірочного підпису. 
3. Порівнюються значення 

  

    

      

        
R

      

    

    
{\displaystyle R}

  

 і 

  

    

      

        

          
R

          
′

        

      

    

    
{\displaystyle R'}

  

. Якщо 

  

    

      

        
R

        
=

        

          
R

          
′

        

      

    

    
{\displaystyle R=R'}

  

, то підпис є дійсним
```

#### Реалізація протоколу КЕЦП
Кожен {\displaystyle i}-й користувач формує відкритий ключ виду
{\displaystyle y_{i}=\alpha ^{z_{i}}{\bmod {p}}}, де {\displaystyle z_{i}} — особистий (секретний) ключ, {\displaystyle i} = {\displaystyle 1}, {\displaystyle 2}, … , {\displaystyle m}.
Колективним відкритим ключем є добуток
```

  

    

      

        
y

        
=

        

          
y

          

            
1

          

        

        

          
y

          

            
2

          

        

        

          
y

          

            
3

          

        

        
.

        
.

        
.

        

          
y

          

            
m

          

        

        

          
mod

          

            
p

          

        

        
.

      

    

    
{\displaystyle y=y_{1}y_{2}y_{3}...y_{m}{\bmod {p}}.}

  

```

Кожен користувач вибирає випадковий секретний ключ {\displaystyle k_{i}} — число, яке використовується лише один раз.
Обчислюється
```

  

    

      

        

          
R

          

            
i

          

        

        
=

        

          
(

          

            

              
α

              

                

                  
k

                  

                    
i

                  

                

              

            

            

              
mod

              

                
p

              

            

          

          
)

        

        

          
mod

          

            
q

          

        

      

    

    
{\displaystyle R_{i}=\left(\alpha ^{k_{i}}{\bmod {p}}\right){\bmod {q}}}

  

 

  

    

      

        
R

        
=

        

          
R

          

            
1

          

        

        

          
R

          

            
2

          

        

        

          
R

          

            
3

          

        

        
.

        
.

        
.

        

          
R

          

            
m

          

        

        

          
mod

          

            
q

          

        

      

    

    
{\displaystyle R=R_{1}R_{2}R_{3}...R_{m}{\bmod {q}}}

  

 

  

    

      

        

          
R

          

            
i

          

        

      

    

    
{\displaystyle R_{i}}

  

 є доступним для всіх учасників колективу, що виробляють КЕЦП 
```

Потім кожен з учасників колективу, що виробляють КЕЦП, по визначеній ним значенням {\displaystyle R_{i}} і результату {\displaystyle H} обчислює
```

  

    

      

        

          
S

          

            
i

          

        

        
=

        

          
k

          

            
i

          

        

        
H

        
+

        

          
z

          

            
i

          

        

        
R

        

          
mod

          

            
q

          

        

      

    

    
{\displaystyle S_{i}=k_{i}H+z_{i}R{\bmod {q}}}

  

 

  

    

      

        

          
S

          

            
i

          

        

      

    

    
{\displaystyle S_{i}}

  

 - частина підпису. 
```

Колективнмим підписом буде пара величин {\displaystyle (S,R)},  де {\displaystyle S}— сума всіх {\displaystyle S_{i}} по модулю {\displaystyle q}.

#### Перевірка колективного електронного цифрового підпису
Перевірка колективного підпису здійснюється за формулою:
```

  

    

      

        

          
R

          
′

        

        
=

        

          
(

          

            

              
α

              

                
S

                

                  
/

                

                
H

              

            

            

              
y

              

                
−

                
R

                

                  
/

                

                
H

              

            

            

              
mod

              

                
p

              

            

          

          
)

        

        

          
mod

          

            
q

          

        

      

    

    
{\displaystyle R'=\left(\alpha ^{S/H}y^{-R/H}{\bmod {p}}\right){\bmod {q}}}

  

```

Якщо {\displaystyle R=R'}, то КЕЦП сукупності {\displaystyle m} користувачів є справжньою, так як вона могла бути сформована тільки за участю кожного користувача з цієї групи, оскільки для її формування потрібно використання секретного ключа кожного з них. Зазначимо, що аутентифікація значень {\displaystyle R_{i}} здійснюється автоматично при перевірці достовірності колективної ЕЦП. Якщо порушник спробує підмінити будь-яке з цих значень або замінити на раніше використані значення, то факт втручання в протокол буде відразу виявлено при перевірці достовірності ЕЦП, тобто буде отримано {\displaystyle R'\neq R}. Очевидно, що розмір КЕЦП не залежить від {\displaystyle m}.

#### Доказ коректності запропонованого алгоритму КЕЦП
В рівнянні {\displaystyle R=\left(\alpha ^{S/H}y^{-R/H}{\bmod {p}}\right){\bmod {q}}} підставляємо отриману підпис - пару (R,S), де R — добуток Ri по модулю q, S — сумма Si по модулю q:
Переконуємося, що воно виконується:
{\displaystyle R=\left[\alpha ^{\displaystyle \sum _{i=1}^{m}S_{i}/H}\left(\prod _{i=1}^{m}y_{i}\right)^{-R/H}{\bmod {p}}\right]{\bmod {q}}=}
{\displaystyle \left(\prod _{i=1}^{m}\alpha ^{\displaystyle S_{i}/H}\prod _{i=1}^{m}y_{i}^{\displaystyle -R/H}{\bmod {p}}\right){\bmod {q}}=}
{\displaystyle \left[\prod _{i=1}^{m}\left(\alpha ^{\displaystyle S_{i}/H}\alpha ^{\displaystyle -z_{i}R/H}{\bmod {p}}\right)\right]{\bmod {q}}=}
{\displaystyle \left[\prod _{i=1}^{m}\left(\alpha ^{\displaystyle (k_{i}-z_{i}R)/H}\alpha ^{\displaystyle z_{i}R/H}{\bmod {p}}\right)\right]{\bmod {q}}=}
{\displaystyle \left(\prod _{i=1}^{m}\alpha ^{\displaystyle k_{i}}{\bmod {p}}\right){\bmod {q}}=}
{\displaystyle \left[\prod _{i=1}^{m}\left(\alpha ^{\displaystyle k_{i}}{\bmod {p}}\right){\bmod {q}}\right]{\bmod {q}}=}
{\displaystyle \left(\prod _{i=1}^{m}{\displaystyle R_{i}}\right){\bmod {q}}}
Розглянемо формальний доказ стійкості протоколу КЕЦП при використанні перевірочного рівняння
{\displaystyle R=\left(\alpha ^{S/H}y^{-R/H}{\bmod {p}}\right){\bmod {q}}}, регламентується стандартом ЕЦП ГОСТ Р 34.10-94.

#### Можливість підробки КЕЦП
Очевидно, що для порушників складність підробки КЕЦП визначається складністю підробки індивідуального підпису окремого учасника групи. Можливості виникають у користувачів, які об'єднують свої зусилля, щоб сформувати КЕЦП, що відноситься до колективу, в якому крім них входить ще один або кілька інших користувачів, які про це не сповіщаються (доказ для обох випадків аналогічно).
Нехай m-1 користувачів хочуть сформувати КЕЦП, перевіряється за колективним відкритого ключа {\displaystyle y=y'y_{m}{\bmod {p}}}, де {\displaystyle y'=\prod _{i=1}^{m-1}y_{i}{\bmod {p}}}, тобто {\displaystyle m-1} користувачів об'єднують свої зусилля, щоб сформувати пару чисел {\displaystyle \left(R,S\right)} таку, що {\displaystyle R=\left(\alpha ^{S/H}\left(y'y_{m}\right)^{-R/H}{\bmod {p}}\right){\bmod {q}}}. Тобто вони можуть підробити підпис під відкритий ключ {\displaystyle y^{*}=y'y_{m}{\bmod {p}}}, тобто обчислити значення {\displaystyle R} і {\displaystyle S}, які задовольняють рівняння  {\displaystyle R=\left(\alpha ^{S/H}\left(y^{*}\right)^{-R/H}{\bmod {p}}\right){\bmod {q}}}. З цього випливає можливість підробити цифровий підпис в базовій схемі ЕЦП, так як {\displaystyle y^{*}}.

#### Атака на обчислення секретного ключа іншого співвласника КЕЦП
Нехай {\displaystyle \left(R^{*},S^{*}\right)} - це ЕЦП, сформована {\displaystyle m}-м користувачем до документу, який відповідає хеш-функції {\displaystyle H} (атаку виконують {\displaystyle m-1} користувачів). Тоді виконується: {\displaystyle R^{*}=\left(\alpha ^{S^{*}/H}\left(y_{m}\right)^{-R^{*}/H}{\bmod {p}}\right){\bmod {q}}}{\displaystyle t_{i}} і обчислюють {\displaystyle R_{i}=\left(\alpha ^{t_{i}}{\bmod {p}}\right){\bmod {q}}}. для {\displaystyle i=1,2,...,m-1}. Потім обчислюються параметри{\displaystyle R=\left(R^{*}\prod _{i=1}^{m-1}R_{i}{\bmod {p}}\right){\bmod {q}}} и {\displaystyle S_{i}}, які задовільняють рівнянням {\displaystyle R_{i}=\left(\alpha ^{S_{i}/H}y_{i}^{-R/H}{\bmod {p}}\right){\bmod {q}}}, де {\displaystyle i=1,2,...,m-1}. Вводячи позначення {\displaystyle y^{*}=y_{m}^{R^{*}/R}{\bmod {p}}}.
Маємо {\displaystyle R=\left(\alpha ^{S/H}\left(Y\right)^{-R/H}{\bmod {p}}\right){\bmod {q}}}, де {\displaystyle S=\left(S^{*}+\displaystyle \sum _{i=1}^{m-1}S_{i}\right){\bmod {p}}} и {\displaystyle Y=\left(y^{*}\displaystyle \prod _{i=1}^{m-1}y_{i}\right){\bmod {p}}}. Це означає, що атакуючі отримали правильне значення колективного підпису {\displaystyle \left(R,S\right)}, в якій беруть участь вони і ще один користувач, що володіє відкритим ключем {\displaystyle y^{*}=a^{k^{*}}{\bmod {p}}}. Згідно допущенню з отриманої колективного підпису атакуючі можуть обчислити секретний ключ {\displaystyle k^{*}}.З виразу для {\displaystyle y^{*}} і формули {\displaystyle y=\alpha ^{k}{\bmod {p}}} легко отримати:
{\displaystyle k=RK^{*}/R^{*}{\bmod {q}}}.
Атакуючі вирахували секретний ключ {\displaystyle m}-го користувача за його індивідуальної ЕЦП, сформованої в рамках базового алгоритму ЕЦП. Це доводить пропозицію про те, що запропонований протокол КЕЦП не знижує стійкості базового алгоритму ЕЦП.

### Стандарт ЕЦП — ГОСТ Р 34.10−2001
Згідно стандарту ГОСТ Р 34.10−2001 накладаються обмеження на просте число p  яке використовується, просте число q и точку G. Просте число {\displaystyle p} — модуль еліптичної кривої (ЕК), яка задається в декартовій системі координат рівнянням {\displaystyle y^{2}=x^{3}+ax+b{\bmod {p}}} з коефіцієнтами {\displaystyle a} і {\displaystyle b}: {\displaystyle a,b} ∈ {\displaystyle GF_{p}} ({\displaystyle GF_{p}} — поле Галуа порядка {\displaystyle p}). Просте число {\displaystyle q} — порядок циклічної підгрупи точок еліптичної кривої. Точка {\displaystyle G} — точка на еліптичній кривій з координатами {\displaystyle (x_{G},y_{G})}, відмінна від точки початку координат, але для якої точка {\displaystyle qG} збігається з початком координат. Секретним ключем є досить велике ціле число {\displaystyle d}. Відкритим ключем є точка {\displaystyle Q=dG}.

#### Формування підпису
```
1. Генерується випадкове ціле число 

  

    

      

        
k

        
,

        
0

        
<

        
k

        
<

        
q

      

    

    
{\displaystyle k,0<k<q}

  

. 
2. Обчислюються координати точки ЕК 

  

    

      

        
C

        
=

        
k

        
P

      

    

    
{\displaystyle C=kP}

  

 і визначається значення 

  

    

      

        
R

        
=

        

          
x

          

            
C

          

        

        

          
mod

          

            
q

          

        

      

    

    
{\displaystyle R=x_{C}{\bmod {q}}}

  

, де 

  

    

      

        

          
x

          

            
C

          

        

      

    

    
{\displaystyle x_{C}}

  

 — координата точки 

  

    

      

        
C

      

    

    
{\displaystyle C}

  

. 
3. Обчислюється значення 

  

    

      

        
S

        
=

        
(

        
R

        
d

        
+

        
k

        
e

        
)

        

          
mod

          

            
q

          

        

      

    

    
{\displaystyle S=(Rd+ke){\bmod {q}}}

  

, де 

  

    

      

        
e

        
=

        
H

        

          
mod

          

            
q

          

        

      

    

    
{\displaystyle e=H{\bmod {q}}}

  

. 
Підписом є пара чисел 

  

    

      

        
(

        
R

        
,

        
S

        
)

      

    

    
{\displaystyle (R,S)}

  

.
[
5
]
```

#### Перевірка підпису
Перевірка підпису полягає у обчисленні координат точки ЕК:
{\displaystyle C=\left(\left(Se^{-1}\right){\bmod {q}}\right)G+\left(\left(q-R\right)e^{-1}{\bmod {q}}\right)Q}
а також у визначенні значення {\displaystyle R'=x_{C}{\bmod {q}}} та перевірці виконання рівності {\displaystyle R'=R}.

#### Реалізація протоколу КЕЦП
Кожен учасник групи формує відкритий ключ виду
{\displaystyle Q=d_{i}G}, де {\displaystyle d_{i}} - особистий (секретний) ключ, {\displaystyle i=1,2,...,m}.
Колективним відкритим ключем є сума
{\displaystyle Q=Q_{1}+Q_{2}+...+Q_{m}}
Кожен учасник групи виробляє число  {\displaystyle k_{i}} — разовий випадковий секретний ключ. За допомогою це разового випадкового ключа обчислюються координати точки {\displaystyle C_{i}=k_{i}G}. Результат обчислення розсилається всім учасникам групи для колективного використання.
Обчислюється сума
{\displaystyle C=C_{1}+C_{2}+...+C_{m}}
З одержаної суми обчислюється значення {\displaystyle R}.
Кожен учасник групи обчислює свою частину підписи:
{\displaystyle S_{i}=\left(Rd_{i}+k_{i}e\right){\bmod {q}}} 

#### Перевірка КЕЦП
Обчислюють
{\displaystyle C'=\left(\left(Se^{-1}\right){\bmod {q}}\right)G+\left(\left(q-R\right)e^{-1}{\bmod {q}}\right)Q}
По отриманому результату обчислюється
{\displaystyle R'=x_{C}{\bmod {q}}}
Якщо {\displaystyle R'=R}, то КЭЦП сукупності m користувачів є справжньою, так як вона могла бути сформована тільки за участю кожного користувача з цієї групи, так як для формування КЭЦП потрібна наявність секретного ключа кожного з учасників.

## Реалізація множинного підпису на основі RSA

### Схема подвійного підпису
Схема подвійний цифрового підпису розширює звичайну схему RSA. У схемі подвійний цифрового підпису генерується не пара ключів (відкритий / закритий ключ), а трійка (два приватних і один публічний). За аналогією зі звичайною схемою RSA учасники вибирають модуль обчислення {\displaystyle n} — добуток двох простих довгих чисел. Вибираються 2 випадкових приватних ключа {\displaystyle r} і {\displaystyle s} в діапазоні від 1 до {\displaystyle n}, кякі будуть взаємно прості з {\displaystyle \varphi (n)}, де {\displaystyle \varphi (n)} — функция Ейлера.Вироблення відкритого ключа здійснюється за формулою {\displaystyle r*s*t=1{\bmod {\varphi }}(n)}. Величина {\displaystyle t}буде публічним ключем. Для того, щоб підписати величину {\displaystyle C}, перший учасник обчислює{\displaystyle S_{1}=C^{r}{\bmod {n}}}. Результат обчислення передається на вхід другого учасника групи. У другого учасника з'являється можливість побачити, що він буде підписувати. Для цього він отримує величину {\displaystyle C} з величини {\displaystyle S_{1}}{\displaystyle C},йому необхідно буде обчислити
{\displaystyle S_{2}=S_{1}^{s}{\bmod {n}}}.
Перевірка підпису здійснюється за допомогою
{\displaystyle C=S_{2}^{t}{\bmod {n}}}.

### Розширення схеми подвійного підпису наn{\displaystyle n}учасників
Генеруються {\displaystyle n}{\displaystyle k_{1},k_{2},...,k_{n}}. Публічний ключ буде обчислюватися по формулі{\displaystyle \left(k_{1}+k_{2}+...+k_{n}\right)*t=1{\bmod {\varphi }}(n)}.
Кожний {\displaystyle i}-й учасник підписує повідомлення M по формулі {\displaystyle S_{i}=M_{k}i{\bmod {n}}}. Потім обчислюється величина {\displaystyle S=S_{1}*S_{2}*S_{3}*...*S_{n}{\bmod {n}}}.
Перевірка підпису здійснюється за формулою{\displaystyle S^{t}{\bmod {n}}=\left(S_{1}*S_{2}*S_{3}*...*S_{n}\right)^{t}{\bmod {n}}}
{\displaystyle =M^{\left(k_{1}+k_{2}+k_{3}+...+k_{n}\right)*t}{\bmod {n}}=M}.